# Jardin de São Pedro de Alcântara
 (janvier 2023).
Le Jardim de São Pedro de Alcântara est un jardin public situé à Lisbonne, dans la paroisse de Misericórdia. Il a été construit en 1864, sur deux terrasses.

## Histoire
Le projet original remonte au XVIIIe siècle. Le roi D. João V fit construire un mur de 20 mètres de haut sur le terrain de São Pedro de Alcântara en vue de créer un Mãe de Água - un édifice monumental qui prolongerait l'aqueduc des Eaux Libres jusqu'à Graça. Cependant, le tremblement de terre de 1755 a imposé d'autres priorités et le terrain a commencé à servir de dépotoir pour les animaux morts qui ont été jetés du mur en contrebas.
Ce n'est qu'en 1830 que la première tentative d'utilisation du terrain communal fut faite par la Garde Royale de la Police qui, ayant sa caserne toute proche, fit de l'espace son « potager ». Ce n'est que cinq ans plus tard que la mairie de Lisbonne, à la suite de la victoire du libéralisme et de la récupération des pouvoirs exécutifs, convertit l'espace en jardin public.

## Description
Il a une superficie de 0,6 hectare, et est situé sur la Rua de São Pedro de Alcântara, à proximité du Bairro Alto. Le jardin a un petit lac et surtout un point de vue panoramique, qui offre une vue imposante sur l'est de Lisbonne, surplombant une partie de la Baixa de Lisbonne et la rive sud du Tage.
Les bancs et l'ombre des arbres font du belvédère un endroit très agréable. Pour s'y rendre, il faut monter la Calçada da Glória ou prendre le Funiculaire de Glória qui s'arrête à proximité.
Dans le jardin, le monument de Costa Motta, érigé en 1904, représente Eduardo Coelho, fondateur du journal Diário de Notícias, sous lequel une enseigne annonce le célèbre journal.

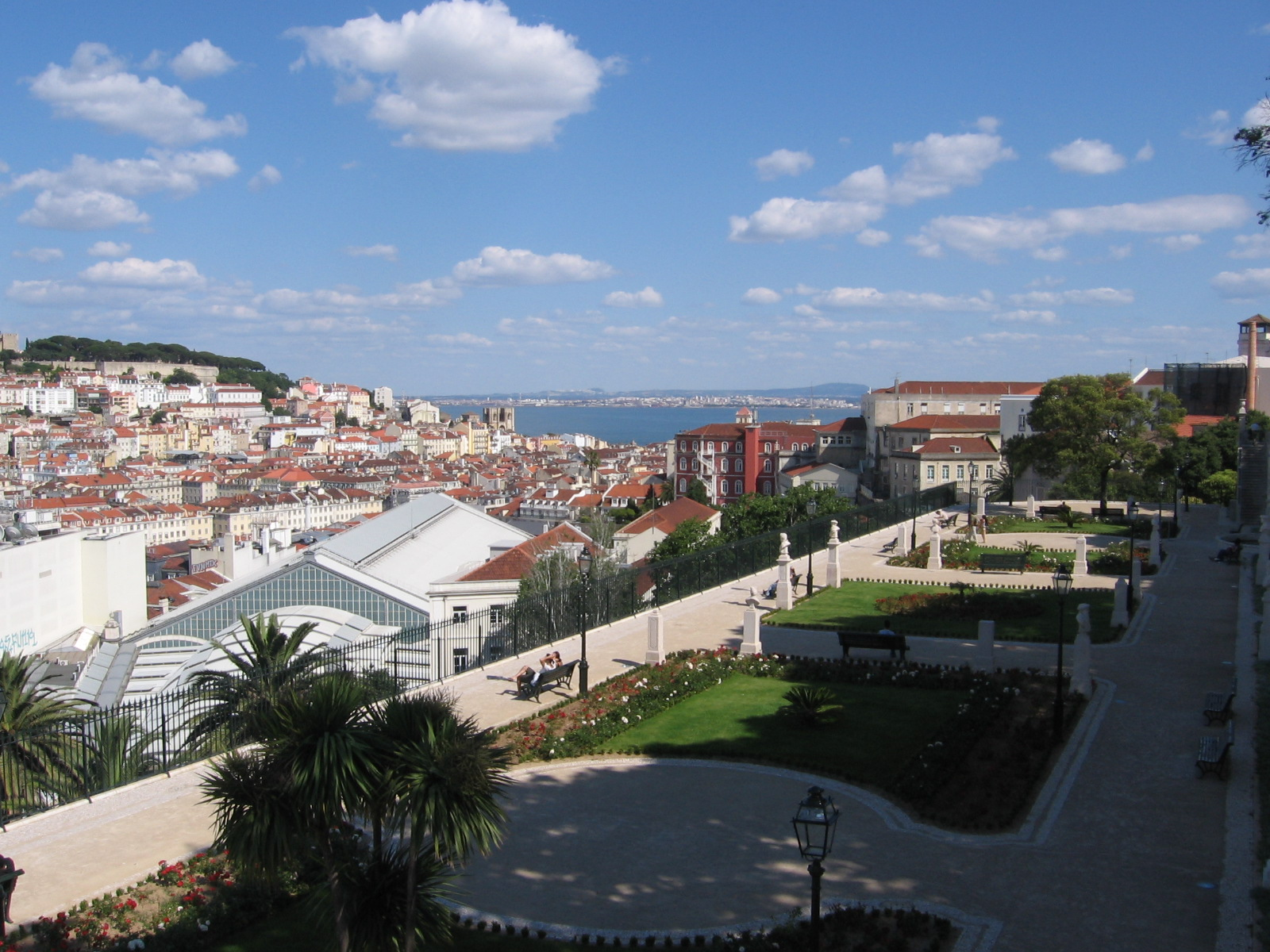
Vue sur le château de São Jorge, la cathédrale et le Tage. Terrasse de jardin inférieure

## Vues
Il y a une carte géographique en azulejos à côté de la balustrade, qui aide à identifier certains endroits de Lisbonne. Le panorama s'étend des murs du château de São Jorge entourés d'arbres et de la Cathédrale, jusqu'à l'Igreja da Penha de França du XVIIIe siècle, au nord-ouest. Le grand complexe d'Igreja da Graça est également visible, tandis que São Vicente de Fora est reconnaissable aux tours symétriques autour de la façade blanche.
La vue est la plus imposante au coucher du soleil et la nuit, lorsque le château et la cathédrale sont illuminés, et le point de vue est un lieu de rencontre populaire pour les habitants de Lisbonne.